# Kanton Vouziers
Der Kanton Vouziers ist ein französischer Wahlkreis im Département Ardennes in der Region Grand Est. Er umfasst 50 Gemeinden aus den Arrondissements Sedan und Vouziers, sein Bureau centralisateur ist in Vouziers. Im Rahmen der landesweiten Neuordnung der französischen Kantone wurde er im Frühjahr 2015 erheblich erweitert.

## Gemeinden
Der Kanton besteht aus 50 Gemeinden mit insgesamt 12.757 Einwohnern (Stand: 1. Januar 2022) auf einer Gesamtfläche von 683,27 km²:
| Gemeinde                        | Einwohner 1. Januar 2022 | Fläche km² | Dichte Einw./km² | Code INSEE | Postleitzahl | Arrondissement |
| ------------------------------- | ------------------------ | ---------- | ---------------- | ---------- | ------------ | -------------- |
| Angecourt                       | 386                      | 3,73       | 103              | 08013      | 08450        | Sedan          |
| Artaise-le-Vivier               | 64                       | 8,47       | 8                | 08023      | 08390        | Sedan          |
| Authe                           | 93                       | 9,47       | 10               | 08033      | 08240        | Vouziers       |
| Autruche                        | 50                       | 8,24       | 6                | 08035      | 08240        | Vouziers       |
| Bairon et ses environs          | 1.030                    | 44,86      | 23               | 08116      | 08390, 08400 | Vouziers       |
| Ballay                          | 245                      | 10,46      | 23               | 08045      | 08400        | Vouziers       |
| Bar-lès-Buzancy                 | 120                      | 9,40       | 13               | 08049      | 08240        | Vouziers       |
| Bayonville                      | 68                       | 16,19      | 4                | 08052      | 08240        | Vouziers       |
| Belleville-et-Châtillon-sur-Bar | 241                      | 21,21      | 11               | 08057      | 08240        | Vouziers       |
| Belval-Bois-des-Dames           | 27                       | 17,22      | 2                | 08059      | 08240        | Vouziers       |
| Boult-aux-Bois                  | 151                      | 15,20      | 10               | 08075      | 08240        | Vouziers       |
| Brieulles-sur-Bar               | 224                      | 13,23      | 17               | 08085      | 08240        | Vouziers       |
| Briquenay                       | 89                       | 14,50      | 6                | 08086      | 08240        | Vouziers       |
| Bulson                          | 138                      | 6,47       | 21               | 08088      | 08450        | Sedan          |
| Buzancy                         | 381                      | 22,67      | 17               | 08089      | 08240        | Vouziers       |
| Chémery-Chéhéry                 | 521                      | 27,79      | 19               | 08115      | 08450        | Sedan          |
| Fossé                           | 61                       | 8,94       | 7                | 08176      | 08240        | Vouziers       |
| Germont                         | 51                       | 4,77       | 11               | 08186      | 08240        | Vouziers       |
| Haraucourt                      | 706                      | 11,53      | 61               | 08211      | 08450        | Sedan          |
| Harricourt                      | 45                       | 7,87       | 6                | 08215      | 08240        | Vouziers       |
| Imécourt                        | 43                       | 8,42       | 5                | 08233      | 08240        | Vouziers       |
| La Berlière                     | 37                       | 10,54      | 4                | 08061      | 08240        | Vouziers       |
| La Besace                       | 134                      | 13,97      | 10               | 08063      | 08450        | Sedan          |
| La Croix-aux-Bois               | 160                      | 5,77       | 28               | 08135      | 08400        | Vouziers       |
| La Neuville-à-Maire             | 111                      | 7,26       | 15               | 08317      | 08450        | Sedan          |
| Landres-et-Saint-Georges        | 68                       | 20,43      | 3                | 08246      | 08240        | Vouziers       |
| Les Grandes-Armoises            | 54                       | 4,47       | 12               | 08019      | 08390        | Vouziers       |
| Les Petites-Armoises            | 59                       | 4,37       | 14               | 08020      | 08390        | Vouziers       |
| Maisoncelle-et-Villers          | 69                       | 11,08      | 6                | 08268      | 08450        | Sedan          |
| Montgon                         | 71                       | 8,20       | 9                | 08301      | 08390        | Vouziers       |
| Noirval                         | 24                       | 5,00       | 5                | 08325      | 08400        | Vouziers       |
| Nouart                          | 110                      | 17,73      | 6                | 08326      | 08240        | Vouziers       |
| Oches                           | 34                       | 6,76       | 5                | 08332      | 08240        | Vouziers       |
| Quatre-Champs                   | 244                      | 11,51      | 21               | 08350      | 08400        | Vouziers       |
| Raucourt-et-Flaba               | 815                      | 21,83      | 37               | 08354      | 08450        | Sedan          |
| Remilly-Aillicourt              | 762                      | 13,26      | 57               | 08357      | 08450        | Sedan          |
| Saint-Pierremont                | 71                       | 19,77      | 4                | 08394      | 08240        | Vouziers       |
| Sauville                        | 240                      | 14,76      | 16               | 08405      | 08390        | Vouziers       |
| Sommauthe                       | 131                      | 9,78       | 13               | 08424      | 08240        | Vouziers       |
| Stonne                          | 39                       | 7,18       | 5                | 08430      | 08390        | Sedan          |
| Sy                              | 56                       | 7,97       | 7                | 08434      | 08390        | Vouziers       |
| Tailly                          | 179                      | 39,31      | 5                | 08437      | 08240        | Vouziers       |
| Tannay-le-Mont-Dieu             | 162                      | 32,76      | 5                | 08439      | 08390        | Vouziers       |
| Thénorgues                      | 85                       | 9,25       | 9                | 08446      | 08240        | Vouziers       |
| Toges                           | 95                       | 3,44       | 28               | 08453      | 08400        | Vouziers       |
| Vandy                           | 200                      | 11,11      | 18               | 08461      | 08400        | Vouziers       |
| Vaux-en-Dieulet                 | 54                       | 11,03      | 5                | 08463      | 08240        | Vouziers       |
| Verpel                          | 64                       | 15,25      | 4                | 08470      | 08240        | Vouziers       |
| Verrières                       | 33                       | 6,36       | 5                | 08471      | 08390        | Vouziers       |
| Vouziers                        | 3.862                    | 42,48      | 91               | 08490      | 08400        | Vouziers       |
| Kanton Vouziers                 | 12.757                   | 683,27     | 19               | 0819       | –            | –              |

Bis zur landesweiten Neuordnung der französischen Kantone im März 2015 gehörten zum Kanton Vouziers die 15 Gemeinden Ballay, Bourcq, Contreuve, Falaise, Grivy-Loisy, La Croix-aux-Bois, Longwé, Mars-sous-Bourcq, Quatre-Champs, Sainte-Marie, Terron-sur-Aisne, Toges, Vandy, Vouziers und Vrizy. Sein Zuschnitt entsprach einer Fläche von 147,80 km2. Er besaß vor 2015 einen anderen INSEE-Code als heute, nämlich 0831.

## Veränderungen im Gemeindebestand seit der landesweiten Neuordnung der Kantone
2025:
- Fusion Tannay und Le Mont-Dieu (Arrondissement Sedan) → Tannay-le-Mont-Dieu

2016: 
- Fusion Le Chesne, Les Alleux und Louvergny → Bairon et ses environs
- Fusion Chéhéry und Chémery-sur-Bar → Chémery-Chéhéry
- Fusion Terron-sur-Aisne, Vouziers und Vrizy → Vouziers

## Bevölkerungsentwicklung
| 1962 | 1968 | 1975 | 1982 | 1990 | 1999 | 2006 | 2013   | 2020   |
| ---- | ---- | ---- | ---- | ---- | ---- | ---- | ------ | ------ |
| 7282 | 7287 | 7366 | 7131 | 7065 | 6956 | 6450 | 13.249 | 13.110 |

## Politik
| Vertreter im Departementrat | Vertreter im Departementrat | Vertreter im Departementrat |
| Amtszeit                    | Namen                       | Partei                      |
| --------------------------- | --------------------------- | --------------------------- |
| 2015–2021                   | Yann Dugard Anne Fraipont   | DVD LR                      |
| 2021–                       | Yann Dugard Anne Fraipont   | DVD LR                      |